# 呉市立横路中学校
呉市立横路中学校（くれしりつよころちゅうがっこう）は、広島県呉市広横路にある公立中学校。

## 沿革
- 1947年（昭和22年）
  - 4月21日 - 学制改革により設立。現所在地に本校を、広町長浜に分校を設置
  - 5月 - 校歌制定
- 1948年（昭和23年） 4月1日 - 長浜分校が呉市立長浜中学校として独立する
- 1949年（昭和24年） 4月1日 - 学区変更により、呉市立広小学校、呉市立三坂地小学校の卒業生は呉市立三坂地中学校に進学
- 1953年（昭和28年） 3月10日 - 校旗制定
- 1965年（昭和40年） 5月10日 - 障がい児学級開設
- 1999年（平成11年） 11月11日 - 第43回全国特別活動研究競技大会広島大会開催
- 2013年（平成25年） 10月31日 - 横路中学校区小中一貫教育研究大会開催[2]

## 学校教育目標
自分を育て
道を拓く
～ 自律 協働 貢献 ～

## 部活動
運動部
- 野球部
- 陸上部
- ソフトテニス部（男・女）
- バスケットボール部（男・女）
- バレーボール部（男・女）
- 剣道部

文化部
- 吹奏楽部
- 美術部
- 放送部
- ロボット研究部

## 通学区域
- 呉市[3]
  - 広横路１～４丁目、広大広１・２丁目、広古新開１～９丁目、広文化町　
  - 広多賀谷１～４丁目、広町山２５番地